# Gaudete

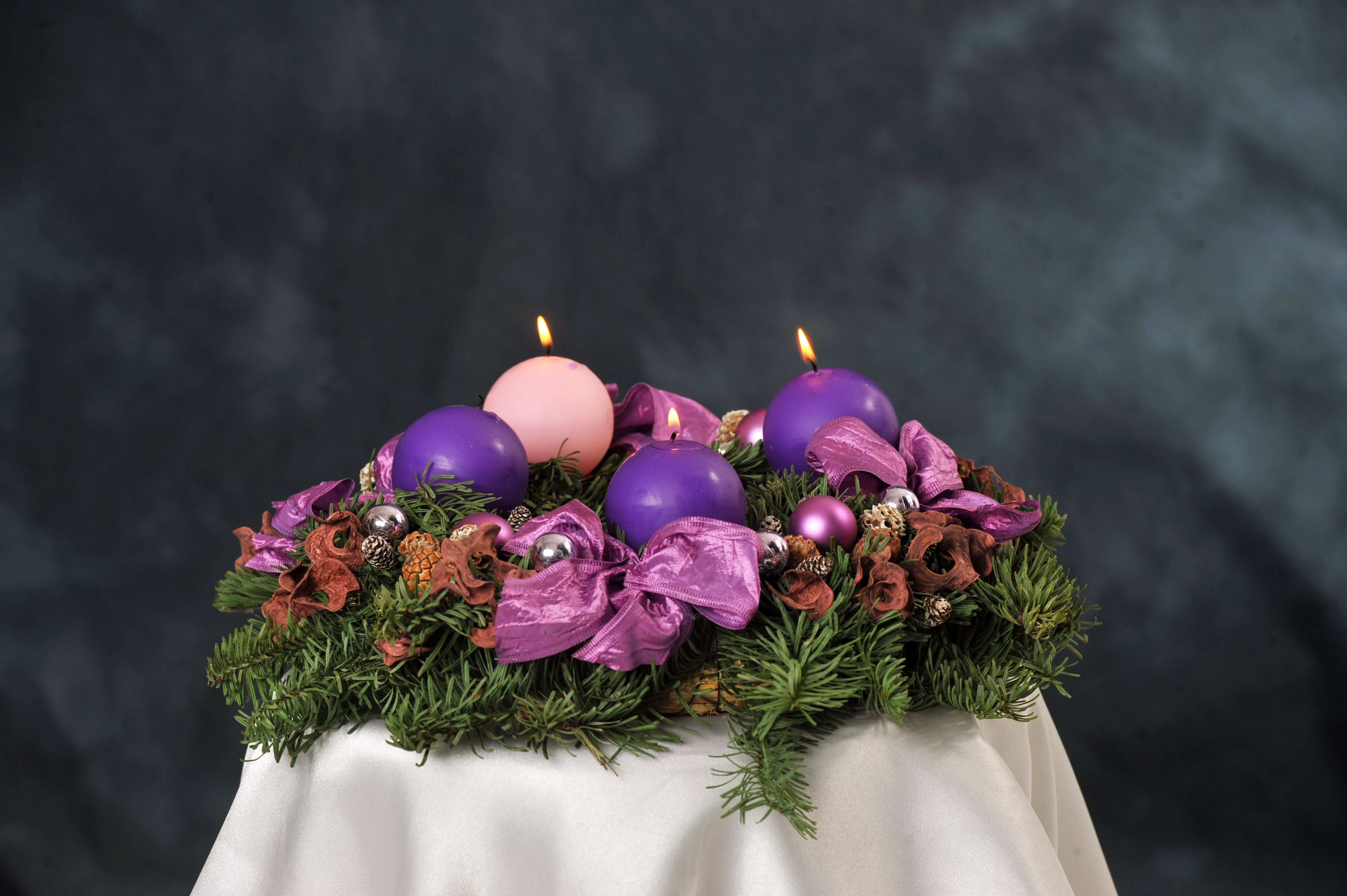
Coroniță de Advent, cu a treia lumânare aprinsă (lumânarea de culoare roz)

Duminica Gaudete (din latină Bucurați-vă) este a treia duminică din timpul Adventului. Numele duminicii este o parafrază din Epistola lui Pavel către filipeni (Filipeni 4, 4-7).

## A treia duminică din Advent
| An   | Zi           |
| ---- | ------------ |
| 2024 | 15 decembrie |
| 2025 | 14 decembrie |
| 2026 | 13 decembrie |